# INS 비크라마디티야
INS 비크라마디티야(INS Vikramaditya)는 인도 해군의 45,000톤급 디젤 항공모함이다. 이름의 어원은 인도의 전설적인 군주인 비크라마디트야에서 따왔다. 소련의 키예프급 항공모함을 러시아가 개조했다.

## 역사
의 바쿠함은 4척이 건조된 키예프급 항공모함의 4번 함이다. 1987년에 취역했다. 1991년 소련이 망하고 러시아 해군은 고르쉬코프 제독함이라고 불렀다. 1996년 탈냉전의 국방예산으로는 너무 운용비가 과다하여 퇴역했다. 2004년 1월 20일, 23억 5천만 달러에 중고로 인도에 수출되었다.
많은 개조를 하였으며, 2013년 7월 비크라마디티야 항공모함을 시험 운항했다. 2013년 9월 함재기를 시험운용했다. 2013년 11월 16일 러시아 세베로드빈스크에서 취역했다. 2014년 6월 14일 나렌드라 모디 인도 총리가 인도 해군에 실전 배치하는 공식 명령을 내렸다

## INAS 303
인도 해군 제303 비행대대(en:INAS 303)는 2013년 5월 11일 창설되었다. 2004년 1월 20일 러시아 회사와 미코얀 MiG-29K 함재기 16대를 구매계약했다. 2009년 12월 인도되기 시작했다. 2010년 3월 8일, 옵션 조항으로 미코얀 MiG-29K 29대를 추가구매계약했다. 2016년부터 인도될 것이다.

## 나토 정찰
공해상에서 시험운항중에, 노르웨이 P-3 오리온 초계기가 정찰비행을 했다. 근접비행하여 사진을 촬영했으며, 소노부이를 투하해 항공모함의 음향 특징 정보를 수집했다. 러시아 미그-29가 접근하자 초계기가 돌아갔다.

## 비교

전세계 항공모함 비교

배수량 45,000톤인 인도 비크라마디티야 항공모함은 2016년 현재 배수량 기준으로, 미국 포드급 항공모함(10만톤), 러시아 쿠즈네초프 항공모함(65,,000톤), 중국 랴오닝호(65000톤), 영국 퀸 엘리자베스급 항공모함(65,000톤)에 이어 세계 5위 규모이다.

## 인도 해군의 항공모함 전력
- 비크란트급 항공모함
- INS 비크라마디티야
- INS 비라트

## 같이 보기
- 비크란트급 항공모함 - 인도의 최초 자국산 항공모함.
- 콜카타급 구축함 - 인도 해군의 최대 구축함
- EL/M-2248 - 비크란트급 항공모함에 탑재된 레이다.

## 참고 문헌
- 위키백과 영어판